# Tocane-Saint-Apre
Tocane-Saint-Apre è un comune francese di 1 711 abitanti situato nel dipartimento della Dordogna nella regione della Nuova Aquitania.

## Società

### Evoluzione demografica
Abitanti censiti